# Grosz czynszowy (obraz Masaccia)

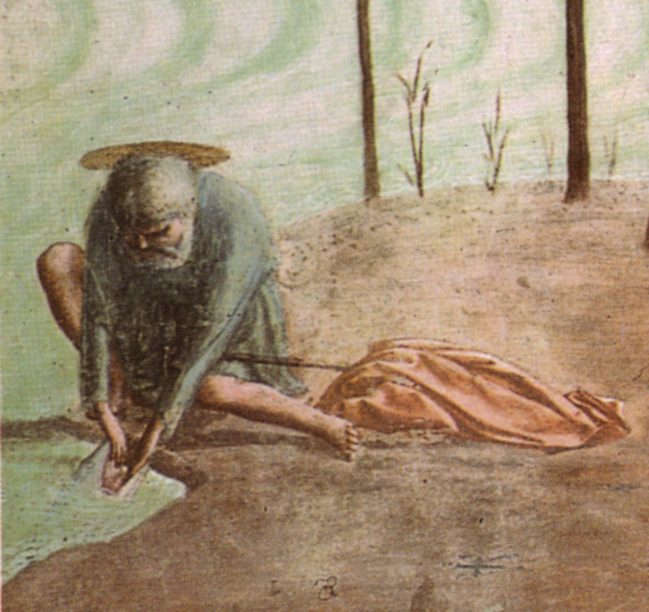
Piotr wydobywający monetę

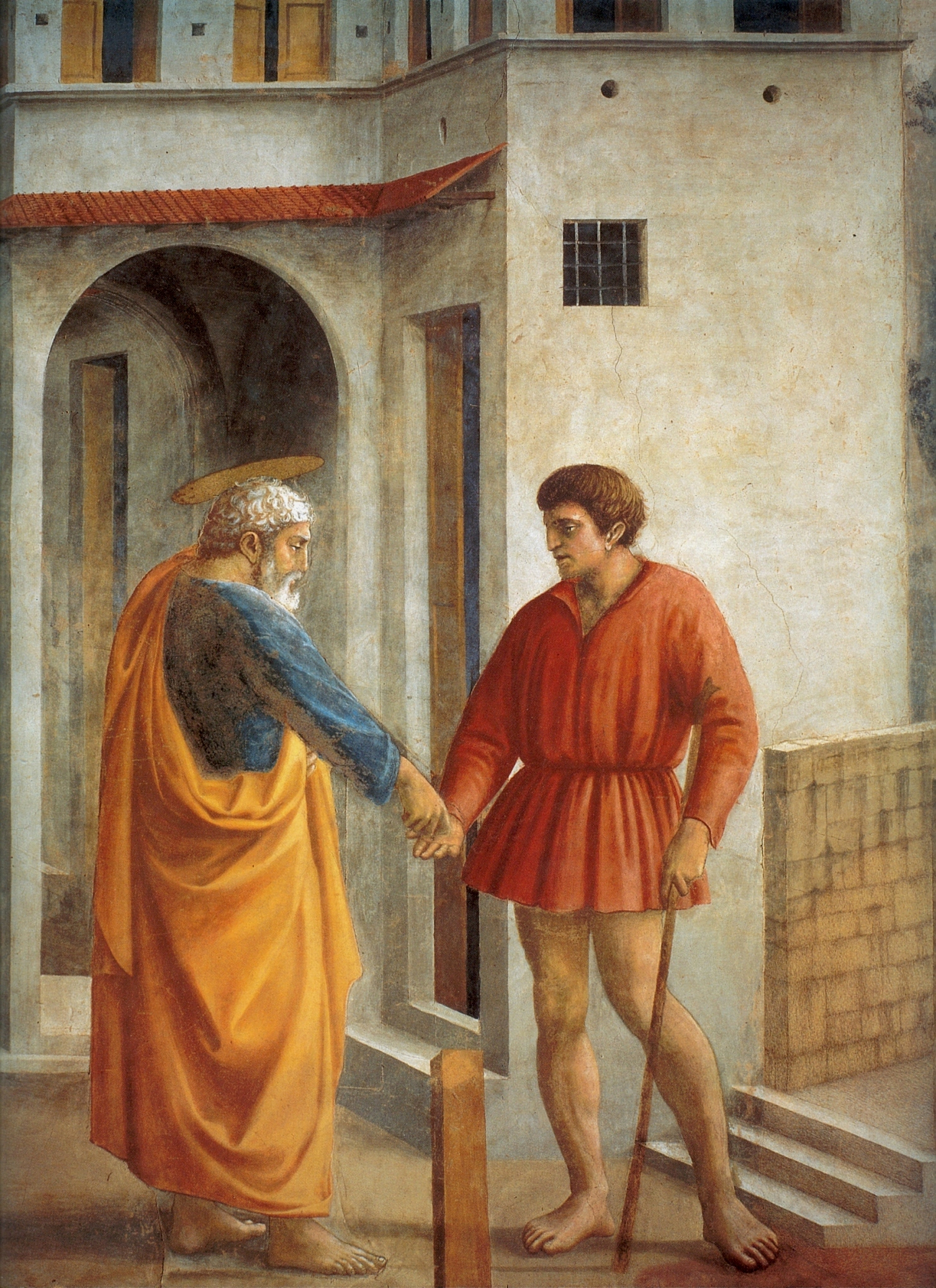
Piotr płacący daninę

Grosz czynszowy (Płacenie daniny) – obraz włoskiego malarza quattrocenta Masaccia namalowany w latach 1426-1427.
Tematem obrazu są trzy sceny zaczerpnięte z Ew. Mateusza (Mt 17:24-27) opowiadające o epizodzie, który wydarzył się przed bramami miasta Kafarnaum, nad jeziorem Genezaret. Przy wejściu do niego, Jezusa wraz z uczniami zatrzymali poborcy, żądając od nich zapłacenia dwudrachmy – daniny na świątynię. Jezus nakazał Piotrowi złowić rybę i z jej pyszczka wydobyć monetę. Gdy uczeń wykonał polecenie, a cud monety stał się faktem, zapłacono należny podatek. 
Przedstawiony przez Masaccia motyw biblijny nie był nigdy wcześniej przedstawiany przez innych malarzy. Artysta, by ukazać ciąg wydarzeń, podzielił obraz na trzy części, zachowując przy tym przestrzenne przedstawienie postaci i realizm scen. Głównym bohaterem wszystkich trzech motywów jest Św. Piotr. Po lewej stronie Masaccio ukazał Piotra wyciągającego monetę. Po stronie prawej obrazu widoczna jest scena płacenia podatku poborcy przez apostoła. Centralna część zajmująca najwięcej przestrzeni; ukazuje grupę uczniów wraz z samym Chrystusem zatrzymanych przez celnika. Na ich twarzy widoczne jest oburzenie, ich wzrok krąży wokół grupy, a postacie Piotra i Jezusa wskazują gestem na scenę rozgrywającą się po lewej stronie, urzeczywistniającą słowa proroka i nakierowując tym samym widza do odpowiedniej interpretacji obrazu. Wszystkie postacie przedstawione zostały boso, w szatach z czasów starożytnej Grecji i Rzymu. Masaccio wykorzystał efekty światłocieniowe. Światło pada z jednego, precyzyjnie określonego źródła po prawej stronie. Obraz stanowi przykład nowego, renesansowego ujęcia przestrzeni. Każda postać ma cechy indywidualne.
Wybór tematu przez Masaccia mógł być podyktowany również wydarzeniami politycznymi. We Florencji planowano wówczas podniesienie podatków dla wyrównania i uzupełnienia miejskich finansów nadszarpniętych wyprawami wojennymi. System podatkowy wprowadzono w 1427 roku i obciążono nimi zamożnych mieszkańców. Postacie apostołów, ich twarze są prawdopodobnie podobiznami przyjaciół lub uczniów malarza.